# Jiangxisaurus
Jiangxisaurus — викопний рід овірапторових тероподів з пізньокрейдяної формації Наньсьонг на півдні Китаю.

## Етимологія
Назва роду Jiangxisaurus відсилає до провінції Цзянсі на півдні Китаю. Видова назва ganzhouensis походить від Ганьчжоу, місцевості, де зразок виду було вперше віднайдено. Jiangxisaurus був описаний і названий у 2013 році, а типовим видом є Jiangxisaurus ganzhouensis.

## Опис
Зразок голотипа HGM41-HIII0421 складається з неповного черепа, нижньої щелепи, восьми шийних хребців, трьох спинних хребців, дев'яти хвостових хребців, майже повного грудного пояса, двох шевронів, лівої передньої кінцівки, обох грудинних пластинок, чотирьох грудинних ребер, дев'яти спинних ребер та частково збереженого тазового пояса. Череп довжиною 150 мм схожий на неповнолітнього. Нижня щелепа Jiangxisaurus беззуба і має співвідношення висоти до довжини приблизно 20 %. Довжина радіуса становить 96 мм і на 30 % коротше довжини плечової кістки (136 мм). Манус є тридактильним, що означає, що він має три пальці: перший палець міцний, другий — подовжений, а третій — тонкий.

## Класифікація
Jiangxisaurus був віднесений до таксона Oviraptoridae. Цей рід має декілька спільних рис з іншими овірапторовими, включаючи короткий вузький череп із беззубою щелепою та передні шийні хребці, які несуть плевроцелі. На відміну від своїх найближчих родичів, цзянксизавр має подовжену нижню щелепу і менш виражений загнутий донизу рострум на нижній щелепі.

### Відмінні анатомічні особливості
Діагноз — це формулювання анатомічних особливостей організму (або групи), які в сукупності відрізняють його від усіх інших організмів. Деякі, але не всі ознаки в діагнозі також є аутапоморфіями. Аутапоморфія — це відмінна анатомічна особливість, яка є унікальною для даного організму.
За даними Wei et al. (2013), Jiangxisaurus належав до овірапторових динозаврів.